# Beauregard Parish
Beauregard Parish is een parish in de Amerikaanse staat Louisiana.
De parish heeft een landoppervlakte van 3.005 km² en telt 32.986 inwoners (volkstelling 2000). De hoofdplaats is DeRidder.

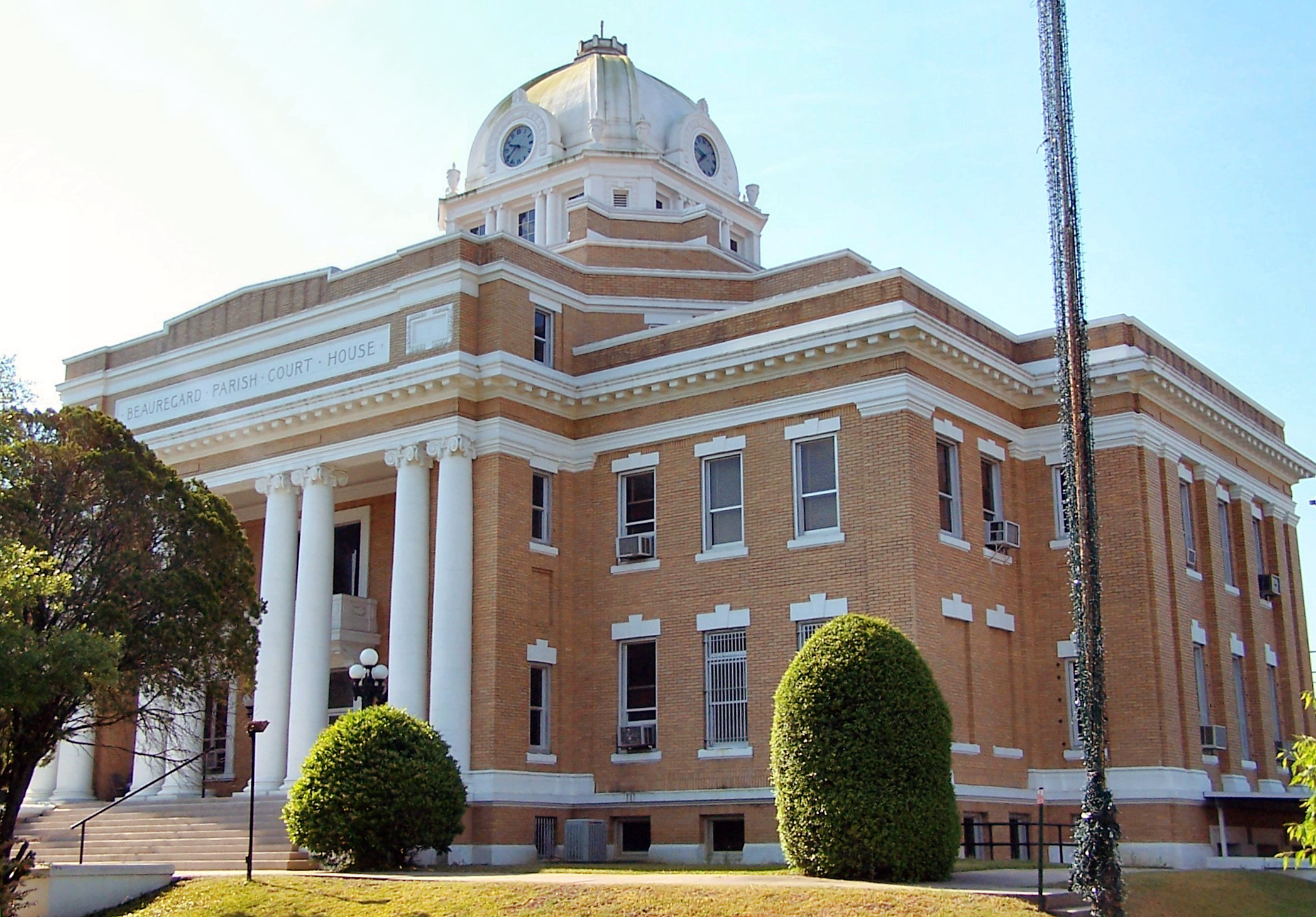
Beauregard Parish Courthouse